# Día internacional de la Cerveza
El Día Internacional de la Cerveza es una celebración de carácter internacional que se realiza anualmente el primer viernes de agosto con la finalidad de rendir homenaje a esta bebida que acompaña momentos y personas alrededor del mundo. Se conmemora en aproximadamente 50 países.

## Historia
En el año 2000, un grupo de amigos de la localidad de Daimiel (Ciudad Real) celebraron el Día de la Cerveza por primera vez, creando un precedente para posteriores años con unas reglas siempre cumplidas (entre otras, el primer fin de semana de agosto, sábado o domingo a definir por los asistentes). En 2025 celebran su 26.º aniversario, donde degustarán como es habitual cervezas de diferentes tipos y nacionalidades sumando que desde el 2023 relevan un cetro del "Maestro Birrote"  otorgado por edad desde el más mayor al más joven coronado con una jarra y ataviado con tiras con los nombres de los anteriores posedores.
A pesar de ello, lo que mundialmente se conoce es que en 2007, Jesse Avshalomov, Evan Hamilton, Aaron Araki y Richard Hernández propusieron el 5 de agosto como fecha para celebrar una reunión cuyo eje fuera la cerveza. Eligieron ese día por ser viernes y su cercanía con el fin de semana.
Dada la popularidad de la celebración, se ajustó desde 2012 al primer viernes de agosto para una fácil organización.

## Propósito y significado
Su propósito está definido como:

- Reunirse con amigos y disfrutar de la delicia que es la cerveza.
- Para celebrar a los dedicados hombres y mujeres que preparan y sirven nuestra cerveza.
- Para unir al mundo celebrando las cervezas de todas las naciones y culturas en este día extraordinario

IBD

Esta fecha se celebra para destacar la importancia de esta bebida para nuestra historia, cultura y sociedad. La cerveza acompañó muchos procesos históricos y civilizaciones a lo largo del tiempo. Su elaboración y consumo formaron parte de diversas culturas y tradiciones a lo largo del mundo.
Además, esta bebida se caracteriza por reunir a las personas y tiene un importante significado en torno a compartir con otros y otras. Su gran variedad de ofertas, tanto en las comerciales como las artesanales, hace de la cerveza una bebida muy diversa con opciones para todos los gustos.

## Celebraciones
Esta fecha es un día especial para lugares gastronómicos especializados en cervezas, donde se arman distintos eventos o promociones a modo de conmemoración e invitación. Se realizan degustaciones y festivales, ofertas, reuniones entre amigos o visitas a cervecerías.